# Podolini-Volkmann Artúr
Podolini-Volkmann Artúr (Podolin, 1891. – Pretoria, 1943.) festő.

## Életpályája
Nagybányán Ferenczy Károlynál tanult. Olaszországban és Németországban volt tanulmányúton. 1911-től állított ki a Nemzeti Szalonban és a Művészházban. Az 1920-as években haladó szellemű szabadiskolát vezetett. Kollektív kiállítását 1920-ban a Nemzeti Szalonban, 1923-ban a Helikonban rendezte meg. Az 1930-as évek elején New Yorkba, majd Dél-Afrikába, Pretoriába ment, ahol szintén önálló iskolája volt.
Tanítványa volt többek közt Victor Vasarely, Borbereki-Kovács Zoltán, Dési Huber István, Káldor László, Trauner Sándor és Korniss Dezső.

## Művei
- Bál a műteremben
- Akt (1927)
- Csillések
- Marokszedő lányok
- Talicskázó
- Árkádiai jelenet